# Agrilus kalshoveni
Agrilus kalshoveni là một loài côn trùng trong họ Buprestidae. Loài này được miêu tả khoa học đầu tiên.
Đây là loài gây hại của cây Actinophora fragrans, phát triển phổ biến ở Indonesia.